# ثلامة
الثلامة (بالإنجليزية:  Coloboma)‏ (باليونانية: koloboma، وتعني عيب) هو ثقب في أحد أجزاء العين مثل القزحية، أو الشبكية، أو القرص البصري، أو المشيمية. وهو ثقب موجود منذ الولادة، يحدث عندما يفشل الشق المشيمي (الذي يظهر في مراحل مبكرة من تكوين الجنين) في الإغلاق بالكامل قبل ولادة الطفل. ووصفه الكلاسيكي في الأدب الطبي هو أنه عيب على شكل ثقب المفتاح. يمكن أن تحدث الثلامة في عين واحدة، أو في كلتا العينين. تصيب معظم حالات الثلامة قزحية العين فقط. وقد لا يعاني الناس المصابون بالثلامة من أي مشاكل في الرؤية، أو قد يصابون بالعمى، حسب درجة شدة الحالة. ويصيب هذا المرض واحد من كل 10000 مولود على الأقل.

## علامات وأعراض
يمكن أن يكون تأثير الثلامة على الرؤية تأثيرا بسيطا أو حادا اعتمادا على حجم ومكان الفجوة. على سبيل المثال، إذا كان المفقود جزء صغير من القزحية فقط، قد تكون الرؤية طبيعية، في حين إذا كان جزء كبير من الشبكية أو العصب البصري مفقود، فتكون الرؤية ضعيفة، ويفقد جزء كبير من المجال البصري. ويواجه المريض مشاكل في الحركة والتنقل إذا كان المجال البصري المفقود في الجزء السفلي من مجال الرؤية. وهناك بعض الحالات التي يمكن أن تصاحب الثلامة في نفس الوقت مثل: الماء الأزرق، والرأرأة، والعتمة، والحول، وفي بعض الأحيان يقل حجم العين فيما يسمى بصغر المقلة.

## الأسباب
قد يرتبط حدوث الثلامة بحدوث طفرة في جين PAX2.
وقد تبين أن تشوهات العين تحدث في أكثر من 90٪ من الأطفال الذين يعانون من متلازمة الجنين الكحولي.

### حالات ذات صلة
من تشوهات العين الأخرى التي تتضمن الثلامة أو ترتبط بها:
- متلازمة تشارج CHARGE syndrome، وهو المصطلح الذي دخل حيز الاستخدام كاختصار لمجموعة من السمات الخلقية غير العادية التي وجدت في عدد من الأطفال حديثي الولادة.[5] وتشير الحروف إلى: ثلامة العين، وعيوب القلب، رتق منعر الأنف، وتأخر النمو و/ أو التطور، وتشوهات الأعضاء التناسلية و/ أو البولية، وتشوهات الأذن والصمم. وعلى الرغم من أن هذه السمات لم تعد تستخدم في إجراء التشخيص، ولكن مازال الاسم يستخدم.
- متلازمة عين القط Cat eye syndrome، والناجمة عن وجود ثلاثة أو أربعة نسخ من الذراع القصير (p)، وجزء صغير من الذراع الطويل (q) من الكروموسوم البشري 22 بدلا من نسختين. وقد صاغ مصطلح «عين القط» بسبب مظهر الثلامة العمودي في عيون بعض المرضى.
- متلازمة باتو (التثلث الصبغي 13) Patau syndrome، وهو شذوذ في الكروموسومات يمكن أن يسبب عددا من التشوهات، ويشمل بعضها عيوب في هيكل العين مثل صغر المقلة، شذوذ بيتر، وعتامة عدسة العين، والقزحية و/ أو ثلامة القاع، وخلل تنسج الشبكية أو انفصال الشبكية، والرأرأة الحسية، والعمى القشري، ونقص تنسج العصب البصري.
- متلازمة تريتشر كولينز Treacher Collins syndrome، وهي متلازمة مسئول عنها جين جسدي سائد، وتحدث نتيجة طفرة في جين TCOF1. الثلامة هي جزء من مجموعة من التشوهات القحفية التي تحدث في هذه الحالة، والتي تتضمن توجه العين إلى الأسفل، والشكل الغير طبيعي للأذن، ونقص تنسج العظم الوجني والفك.

## علم الأوبئة
يبلغ عدد الحالات حوالي 0.5 إلى 0.7 لكل 000 10 مولود، مما يجعلها حالة نادرة نسبيا.

## العلاج
يمكن معالجة ثلامة القزحية بعدة طرق. هناك حل تجميلي بسيط وهو استخدام عدسات لاصقة تجميلية متخصصة مع فتحة اصطناعية لبؤبؤ العين. كما يمكن أيضا إصلاح عيب القزحية جراحيا. حيث يمكن للجراحين إغلاق الخلل عن طريق الخياطة في بعض الحالات. تم مؤخرا استخدام أجهزة قزحية اصطناعية مثل قزحية صناعية للبصريات البشرية التي تم استخدامها بنجاح من قبل جراحين متخصصين. لا يمكن استخدام هذا الجهاز إذا كانت العدسة الطبيعية في مكانها، كما أنه ليس مناسب للأطفال. حيث تعتبر الخياطة هي الخيار الأفضل إذا كانت العدسة لا تزال موجودة.
يمكن تحسين الرؤية باستخدام النظارات، أو العدسات اللاصقة، أو حتى جراحة العيون بالليزر، ولكن قد تكون الفائدة محدودة إذا كانت شبكية العين مصابة، أو كان هناك غمش.

## حالات بارزة
ومن بين الأشخاص البارزين المصابين بثلامة العين الممثل الراحل جون ريتر، وكاتب العمود في صحيفة نيويورك تايمز أندرو روس سوركين، ولاعب التنس أرنو كليمان، وكاتب الأغاني لاشيه، وجورج سوروس، ومادلين ماكين. ماكين هي فتاة بريطانية، اختفت من شقة العطلة التي استأجرها والداها في مايو 2007 قبل عيد ميلادها الرابع. واستخدمت الملصقات والحملات التي أقيمت على الإنترنت لتعزيز البحث عن مادلين كلمة «أنظر look» مع رسم حرف "O" الأول على شكل ثلامة نصف قطرها يمتد من بؤبؤ العين عند مكان الساعة السابعة.

## روابط خارجية
- Micro & Anophthalmic Children's Society